# Кёкте
Кёкте (нем. Köckte) — деревня в Германии, в земле Саксония-Анхальт. Входит в состав города Гарделеген района Зальцведель.
Население составляет 448 человек (на 31 декабря 2006 года). Занимает площадь 17,65 км².
В 1910 году в Кёкте проживало 700 человек. Кёкте раньше имела статус общины (коммуны). 1 января 2011 года населённый пункт вошёл в состав города Гарделеген. Последним бургомистром общины была Зильфиа Денеке.